# Madhopur
Madhopur (nep. माधोपूर) – gaun wikas samiti w środkowej części Nepalu  w strefie Narajani w dystrykcie Rautahat. Według nepalskiego spisu powszechnego z 2001 roku liczył on 989 gospodarstw domowych i 6070 mieszkańców (2889 kobiet i 3181 mężczyzn).